# Патріарший місцеблюститель
Патріарший місцеблюститель (раніше Блюститель патріаршого престолу) - православний єпископ, що тимчасово виконуює обов'язки Патріарха як предстоятель помісної Церкви. У тих церквах, де предстоятель носить титул архієпископа, посаду відповідно називається Місцеблюститель Архієпископського Престолу, якщо помісну церкву очолює митрополит — Місцеблюститель Митрополичого Престолу.
Слово місцеблюститель є калькою з грецького слова τοποτηρητής.

## Місцеблюстителі у Російській православній церкві
У Росії митрополит Рязанський Стефан Яворський, який виконував обов'язки Московського Патріарха з 1701 по 1721 рік (найдовше), офіційно іменувався Екзархом.

### За Визначенням Всеросійського Помісного Собору1917—1918
Помісним Собором 1917-1918 років порядок обрання та виробництва виборів Місцеблюстителя встановлювався у двох визначеннях від 28.07.(10.08.)1918 «Про Місцеблюстителя Патріаршого Престолу» і від 31.07.(13.08.)1918 «Про порядок обрання Святійшого Патріарха», в яких зазначалося:
- «Після звільнення патріаршого престолу, найстаріший з членів Священного Синоду, після попередньої наради з іншими членами Синоду, негайно скликає з'єднану присутність Священного Синоду і Вищої Церковної Ради» (від 28.07.18. § 2);
- «У з'єднаній присутності, під головуванням того ж найстарішого ієрарха, члени Священного Синоду і Вищої Церковної Ради таємним голосуванням обирають Місцеблюстителя з середовища присутніх членів Священного Синоду, причому, обраним вважається той хто отримав більше половини виборчих голосів» (там же, § 3);
- «Місцеблюститель патріаршого престолу обирається на час міжпатріаршества» (там же, § 1);
- «Священний Синод спільно з Вищою Церковною Радою в нарочитому засіданні, під головуванням Місцеблюстителя патріаршого престолу, постановляє про скликання в тримісячний термін Собору для обрання Патріарха» (від 31.8.18. § 3).

### Місцеблюстителі в СРСР і Росії в1925—1990 роках
Відповідно до завітних розпорядженнь Патріарха Тихона, а у разі його смерті права і обов'язки Патріарха переходили на митрополита Казанського Кирила (Смирнова). В разі неможливості його прийняти такі права і обов'язки, вони, згідно з розпорядженням, переходили до митрополита Ярославського Агафангела (Преображенського); а якщо він не зможе — їх повинен був виконувати митрополит Крутицький Петро (Полянський). У зв'язку з тим, що в момент смерті Патріарха Тихона 7 квітня 1925 року митрополити Кирило і Агафангел перебували в засланні, Патріаршим Місцеблюстителем став зазначений митрополит Петро. Хоча з грудня 1925 року аж до розстрілу в 1937 році митрополит Петро перебував постійно в ув'язненні і в засланнях і виконувати обов'язки Місцеблюстителя не міг, у храмах Московської Патріархії його ім'я поминалось як ім'я Місцеблюстителя. Фактично, обов'язки Місцеблюстителя виконував митрополит Сергій (Страгородський), на підставі розпорядження митрополита Петра: він був названий першим з трьох кандидатів, яким тимчасово доручалося виконання обов'язків Місцеблюстителя «у разі неможливості з будь-яких обставин» виконувати їх митрополитом Петром. Митрополит Сергій засвоїв собі титул «Заступника Патріаршого Місцеблюстителя». Однак, Помісний Собор 1917-1918 років не передбачав посаду «Заступник Патріаршого Місцеблюстителя», так само як і посаду «Патріаршого Місцеблюстителя». На відміну від Місцеблюстителя патріаршого престолу, який обирається, згідно соборного Визначення, членами Священного Синоду на термін не більш 3-х місяців (до скликання Собору для обрання Патріарха), призначення Патріаршого Місцеблюстителя (фактично —  Патріарха) відбувалося в надзвичайних обставинах, при відсутності органів церковного управління (Священний Синод, Вища Церковна Рада) і при неможливості скликання церковного Собору.
Коли восени 1936 року в Патріархію надійшло неправдиве повідомлення про смерть митрополита Петра, Патріархією 27 грудня того ж року було видано «Акт про перехід прав та обов'язків Місцеблюстителя патріаршого престолу Російської Православної Церкви до Заступника патріаршого Місцеблюстителя, Блаженнішому митрополиту Московському і Коломенскому Сергію (Страгородскому)». З того часу і до 8 вересня 1943 року, коли відбувся Собор єпископів, який обрав митрополита Сергія 12-м Патріархом Московським і всієї Русі, митрополит Сергій носив титул Патріаршого Місцеблюстителя.
У день смерті Патріарха Сергія 15 травня 1944 року було розкрито його заповіт в якому було розпорядження, складене 12 жовтня 1941 року, яким першим кандидатом на посаду Місцеблюстителя «у всьому обсязі присвоєних їй Патріарших прав і обов'язків» вказувався митрополит Алексій (Симанський). В той же день, на підставі практики сформованій по смерті Патріарха Тихона, Священний Синод прийняв до виконання волю покійного. Митрополит Алексій був обраний відкритим голосуванням 13-м Патріархом Московським і всієї Русі на Помісному Соборі 2 лютого 1945 року.
По смерті Патріарха Алексія I (17 квітня 1970 року), 18 квітня 1970 року в екстреному засіданні Священного Синоду був констатований «факт кончини Святійшого Патріарха і вступ на посаду Місцеблюстителя Митрополита Крутицького Пимена», який став ним як найстаріший за хіротонією постійний член Синоду у відповідності з Положенням про управління Руською Православною Церквою, прийнятому 31 січня 1945 року (п. 12 Гл. I). Помісний Собор 1971 року обрав його 14-м Патріархом Московським і всієї Русі.
На помісному Соборі 1988 року був прийнятий «Статут про управління Російської Православної Церкви», згідно з яким обрання Патріаршого Місцеблюстителя здійснюється Священним Синодом РПЦ з числа своїх постійних членів під головуванням митрополита, що займає Київську кафедру.
У відповідності з цим положенням Статуту після смерті Патріарха Пимена в 1990 році, Патріаршим Місцеблюстителем був обраний митрополит Київський і Галицький Філарет. Помісний собор, що відбувся в цьому ж році, обрав 15-м Патріархом Московським і всієї Русі митрополита Ленінградського і Новгородського Алексія. Местоблюстительство митрополита Філарета було нетривалим в історії Руської православної церкви XX століття.

### За СтатутомРуської Православної Церкви2000 року
За чинним Статутом Російської Православної Церкви, «в разі смерті Патріарха Московського і всієї Русі, його відходу на спокій, перебування під церковним судом або з іншої причини, що робить неможливим виконання ним патріаршої посади, Священний синод під головуванням найстарішого за хіротонією постійного члена Священного Синоду негайно обирає з числа своїх постійних членів Місцеблюстителя Патріаршого Престолу. Процедуру обрання Місцеблюстителя встановлює Священний Синод». А митрополит Крутицький і Коломенський вступає в самостійне управління Московської єпархії.
Не пізніше шести місяців після звільнення Патріаршого Престолу Місцеблюститель і Священний Синод в порядку, визначеному п. 2 розділу II Статуту, скликають Помісний Собор для обрання нового Патріарха Московського і всієї Русі.